# 天津市第四十七中学
天津市第四十七中学，简称天津四十七中，位于天津市北辰区京津公路466号，始建于1954年，是天津市人民政府在市郊兴建的第一所中学。目前，天津市第四十七中学是天津市北辰区唯一一所市级重点中学。

## 历史
天津市第四十七中学始建于1954年，是杨连第烈士父亲、天津市人大代表杨玉璞提议修建，天津市人民政府在市郊兴建的第一所中学。
1955年，天津市第四十七中学教学工作归天津市教育局直接领导，但学校党组织关系、行政关系归天津市河北区管理。1958年转隶属于红桥区教育局主管。1962年，北郊区恢复建制。1967年3月，四十七中转隶属于北郊区革命委员会教育组卫生组管理，后归天津市教育局主管。1978年，四十七中被确定为天津市首批办好的19所重点中学之一。1997年，学校初、高中分离，初中成为以四十七中为依托的民办公助学校，定名为天津市北辰区华辰学校，由天津市第四十七中学和中国建筑第六工程局工业设备安装公司、中国天辰化学工程公司联合创办。